# Boran-sur-Oise
Boran-sur-Oise je francouzská obec v departementu Oise v regionu Hauts-de-France. Žije zde přibližně 2 100 obyvatel.

## Geografie
Obec leží na jihu departementu Oise u jeho hranic s departmentem Val-d'Oise, tedy i u hranic regionu Hauts-de-France s regionem Île-de-France.

### Sousední obce
| Růžice kompasu | Crouy-en-Thelle Morangles      | Précy-sur-Oise | Gouvieux  | Růžice kompasu |
| Růžice kompasu | Bruyères-sur-Oise (Val-d'Oise) | Sever          | Lamorlaye | Růžice kompasu |
| Růžice kompasu | Bruyères-sur-Oise (Val-d'Oise) | Boran-sur-Oise | Lamorlaye | Růžice kompasu |
| Růžice kompasu | Bruyères-sur-Oise (Val-d'Oise) | Jih            | Lamorlaye | Růžice kompasu |
| Růžice kompasu | Asnières-sur-Oise (Val-d'Oise) |                |           | Růžice kompasu |